# Diviseur de courant
Un diviseur de courant est un montage électronique simple permettant d'obtenir un courant proportionnel à un autre courant. Le circuit est constitué de branches parallèles et s'étudie grâce aux lois de Kirchhoff et notamment à la loi des nœuds.
Pour appliquer le diviseur de courant ayant déjà le courant total qui alimente le circuit on procède de la manière suivante :
on multiplie le courant avec tous les dipôles autres que ceux que nous voulons déterminer son intensité qui circule a ces bornes, puis on le divise par la somme de tous ces dipôles.

## Généralités
La formule du diviseur de courant permet de calculer  l'intensité du courant dans une résistance lorsque celle-ci fait partie d'un ensemble de résistances en parallèle et lorsque l'on connaît le courant total qui alimente cet ensemble. C'est le montage dual du diviseur de tension.

## En régime continu

### Pont à deux branches

Exemple de pont diviseur de courant.

Soit un nœud simple et deux branches dont les résistances {\displaystyle R_{1}} et {\displaystyle R_{2}}. On peut montrer que, si on note respectivement {\displaystyle G_{1}} et {\displaystyle G_{2}} les conductances des deux branches ({\displaystyle G=1/R}), alors l'intensité du courant dans la branche 1 est donnée par :
{\displaystyle I_{1}=I\,{{G_{1}} \over {G_{1}+G_{2}}}}
La démonstration de résultat peut se faire ainsi : soit {\displaystyle U} la tension aux bornes de {\displaystyle R_{1}} et de {\displaystyle R_{2}}. On a :
{\displaystyle I_{1}={U \over {R_{1}}};I_{2}={U \over {R_{2}}}}
{\displaystyle I_{1}+I_{2}=U*{{R_{1}+R_{2}} \over {R_{1}*R_{2}}}}
Soit :
{\displaystyle U={{R_{1}\,R_{2}} \over {R_{1}+R_{2}}}\,I}
Ainsi, en remplaçant U dans la première équation :
{\displaystyle I_{1}={1 \over {R_{1}}}\,{{R_{1}\,R_{2}} \over {R_{1}+R_{2}}}\,I}
On obtient le résultat :
{\displaystyle I_{1}={{R_{2}} \over {R_{1}+R_{2}}}\,I={{G_{1}} \over {G_{1}+G_{2}}}\,I}

### Pont à trois branches
La même relation peut s'utiliser  :
{\displaystyle I_{1}=I\,{{G_{1}} \over {G_{1}+G_{2}+G_{3}}}}

Exemple de pont diviseur de courant.

Circuit équivalent au précédent, ramené à deux branches grâce à l'association en parallèle de deux branches.

On peut ensuite transformer les conductances en résistances et on obtient :
{\displaystyle I_{1}={{R_{2}\cdot R_{3}} \over {R_{2}\cdot R_{3}+R_{1}\cdot R_{3}+R_{1}\cdot R_{2}}}\,I}

## En régime sinusoïdal
Le même raisonnement peut s'appliquer pour un ensemble d'impédances en parallèle à condition de remplacer les conductances {\displaystyle G} par les admittances complexes {\displaystyle {\underline {Y}}} et de remplacer les intensités {\displaystyle I} et {\displaystyle I_{2}} par les nombres complexes associés {\displaystyle {\underline {I}}} et {\displaystyle {\underline {I}}_{2}} (voir transformation complexe). Les résultats sont alors généralisables à des circuits comportant des condensateurs et des bobines, par exemple.
En reprenant l'exemple du pont à deux branches {\displaystyle {\underline {I}}_{1}={\underline {I}}\,{{{\underline {Y}}_{1}} \over {{\underline {Y}}_{1}+{\underline {Y}}_{2}}}}
Démonstration :    
{\displaystyle {\underline {I}}_{1}={\underline {Y}}_{1}{\underline {U}}}
{\displaystyle {\underline {I}}_{2}={\underline {Y}}_{2}{\underline {U}}}
{\displaystyle {\underline {I}}={\underline {I}}_{1}+{\underline {I}}_{2}={\underline {U}}({\underline {Y}}_{1}+{\underline {Y}}_{2})}
{\displaystyle {\underline {I}}_{1}={\underline {U}}({\underline {Y}}_{1}+{\underline {Y}}_{2}){\frac {{\underline {Y}}_{1}}{{\underline {Y}}_{1}+{\underline {Y}}_{2}}}={\underline {I}}{\frac {{\underline {Y}}_{1}}{{\underline {Y}}_{1}+{\underline {Y}}_{2}}}}

### Application
Les diviseurs de courant sont notamment utilisés pour mesurer des courants élevés ; ils sont alors appelés shunts, l'appareil de mesure constituant l'un des chemins de courant. Mais il mesure essentiellement la chute de tension sur le chemin principal, car seul un très petit courant partiel le traverse. Les multimètres contiennent des diviseurs de courant commutables pour mesurer le courant dans différentes zones.
Certains d'entre eux sont répertoriés ci-dessous:
- Limitation et protection du courant
- Technologie des capteurs et mesure
- Répartition des signaux
- Circuits en pont de Wheatstone
- Tension de polarisation dans les circuits à transistors